# Філіндаш Євген Васильович
Євге́н Васи́льович Філінда́ш (нар. 5 травня 1977, м. Київ) — проросійський український політик-колабораціоніст. Народний депутат України 4-го та 5-го скликань від СПУ.

## Освіта
У 2000 році з відзнакою закінчив історичний факультет Національного педагогічного університету імені Михайла Драгоманова за фахом учитель історії та правознавства. У 2003 — аспірантуру того ж вишу, але дисертацію так і не захистив.

## Кар'єра
Працював помічником-консультантом народного депутата України, вчителем у середній школі, викладачем в університеті, фахівцем-аналітиком в комерційній структурі, оглядачем газети «Товариш».
З 1997 до квітня 2008 року — член Соціалістичної партії України. Був секретарем районного, Київського міського комітетів СПУ, першим заступником голови, головою Спілки молодих соціалістів України (з липня 2005), членом Політради та Політвиконкому СПУ.
Після «Революції Гідності» був членом 4 політичних партій, які постійно змінював.
Взимку 2000–2001 років — комендант наметового містечка на Майдані Незалежності в ході акції «Україна без Кучми!», у 2002 році — один із активістів акції «Повстань, Україно!».
У 2005–2007 роках — народний депутат України. Став наймолодшим народним депутатом України у Верховній Раді 4-го скликання. У 2006 році став першим народним депутатом України, який відкрив свій блог в «Живому Журналі». Працював у Комітеті з питань сім'ї, молодіжної політики, спорту і туризму. У 2008 році вийшов з СПУ.
З 2009 року у партії «Нова влада», був заступником голови цієї партії.
У 2012 році мав намір балотуватися до Верховної Ради по 141 округу в Одеській області від партії «УДАР». Після критики у ЗМІ Фліндаш заявив, що не буде балотуватися від партії «УДАР».
Був директором Центру соціального аналізу «Лівий погляд» у 2014—2016 роках.
У 2016-2018 роках в партії «Соціалісти», член політради.
З 2018 року в проросійській політичній партії «Наші» Євгена Мураєва, очолив київський осередок партії. У червні 2019 року вийшов з партії «Наші».

## Доробок
Євген Філіндаш пише статті, є автором книги «Україна [ЦЕ] не Європа» («Украина [ЦЭ] не Европа»), яка вийшла у видавництві «Арій» в квітні 2019 року. Пише виключно російською мовою.

## Політичні погляди
2 грудня 2019 року Євген Філіндаш заявив на каналі «112», що Крим добровільно увійшов до складу Росії: 
| Крым взял чемодан, вокзал и в России[15]. |
Євген Філіндаш постійно вживає термін «велика вітчизняна війна», коли йде мова про німецько-радянську війну.
З 2018 року Філіндаш почав підтримувати та піарити Медведчука.